# Kidō Senshi Gundam AGE
Kidō Senshi Gundam AGE (jap. 機動戦士ガンダムAGE Kidō Senshi Gandamu Eiji; Mobile Suit Gundam AGE) – japońskie anime science-fiction. Jest dwunastym serialem Gundam wyprodukowanym przez studio Sunrise. Emitowany jest od 9 października 2011 roku.

## Fabuła
Akcja Gundam AGE rozgrywa się w czasoprzestrzeni AG (Advanced Generation, Zaawansowana Generacja). Głównym tematem jest wojna Ziemi ze zbuntowaną grupą separatystyczną Vagan, która pragnie utworzenia swojego własnego państwa na Marsie i wyzwolenia tej planety spod kontroli Ziemi. Historia podzielona jest na trzy akty, w każdym pojawia się inny główny bohater. Protagoniści są członkami rodziny Asuno.
W 101 AG Vagan (dotychczas znany jako Nieznany Wróg) atakuje kolonię Angel. Ten desperacki atak stanowi początek stuletniej wojny Ziemi z Marsem.
Pierwsza część serialu rozgrywa się w roku 115 AG. Głównym bohaterem jest czternastoletni Flit Asuno, który urodził się w dzień wybuchu wojny. Kiedy miał 7 lat Nieznany Wróg atakuje kolonię Ovan. Podczas ataku, umierająca matka przekazuje Flitowi urządzenie zwane AGE Device. Przez 7 lat Flit studiował inżynierię i robotykę na kolonii Nora. W końcu rozpracowuje AGE Device i w konsekwencji w 115 AG podczas ataku ludzi z Marsa tworzy Gundama AGE-1. Chłopak pomaga armii ziemskiej uratować mieszkańców kolonii, dołącza do załogi statku "Diva" i postanawia walczyć z Nieznanym Wrogiem. Flota ziemska pomyślnie atakuje tajną fortecę marsjańską i odkrywa, że Nieznanym Wrogiem są ludzie, którzy brali udział w źle przeprowadzonej kolonizacji Marsa i którzy założyli niezależne państwo Vagan.
Druga część serialu rozgrywa się w latach 140-151 AG. Tym razem głównym bohaterem jest syn Flita – Asemu. 25 lat po rozprawie z Nieznanym Wrogiem, Ziemia była bliska kolejnej wojnie z Vagan. Ludzie z Marsa nie chcieli iść na żadną ugodę. W dzień swoich 17 urodzin Asemu dostaje od ojca AGE Device. Po obronie kolonii zakończonej sukcesem, Asemu dołącza do wojska jako pilot Gundama AGE-1 a także jego następcy – Gundama AGE-2. Wojska ziemskie pod dowództwem Flita pomyślnie broniły się przed Vagan. Walka Asemu, jako karty atutowej statku "Diva" trwała przeszło 11 lat. W 151 AG mając 28 lat Asemu znika razem z Gundamem AGE-2. Mimo to AGE Device pozostał u Flita. Asemu powraca dopiero po 13 latach, jednak jako członek bandy piratów walczących z Vagan.
Trzecia część serialu rozgrywa się w roku 164 AG. Protagonistą jest teraz Kio Asuno – syn Asemu i wnuk Flita. Uśpieni agenci Vagan dokonują infiltracji Ziemi. Flit tworzy właśnie nowego mobila – Gundama AGE-3, którego wraz z AGE Devicem przekazuje wnukowi. Kio dołącza do załogi "Divy" i kontynuuje walkę ojca z Vagan. Po przybyciu do kosmosu Flit i Kio napotykają na piratów Bisidian, których liderem jest Kapitan Popiół. Odkrywają, że to nikt inny jak Asemu, który potem pomaga im w wojnie pilotując przerobionego Gundama AGE-2. Ojciec Kio wyjawia załodze o istnieniu wojskowej bazy danych EXA, która może pomóc jej obrońcom wygrać wojnę. Niestety, Kio i Gundam AGE-3 zostają uprowadzeni przez Vagan. Asemu i piraci ruszają im na pomoc, jednak mobil zostaje praktycznie zniszczony. Kio otrzymuje od dziadka czwartego już Gundama w serialu – Gundama AGE-FX.

## Gundamy AGE
Każdy z czterech Gundamów AGE był wzorowany na Gundamach z czasoprzestrzeni UC.
- AGE-1 Gundam AGE-1 Normalny – stworzony w roku 115 AG przez Flita Asuno z pomocą żołnierzy Federacji, także przez niego pilotowany. Był głównym orężem Federacji Ziemskiej podczas wojny z Nieznanym Wrogiem. Swoją nazwę otrzymał od legendarnej maszyny, która kiedyś obroniła Ziemię. Zbudowany na podstawie szkiców w AGE Device, posiada kilka wariantów. W przeciwieństwie do wyprodukowanych w 114 AG mobili, AGE-1 posiada o wiele lepszą i wytrzymalszą osłonę. Główny komponent energetyczny oraz kokpit znajduje się na torsie robota. Podczas pierwszego ataku Vagan w 140 AG, "Jedynka" była chwilowo pilotowana przez Asemu. AGE-1 był wzorowany na pierwszym Gundamie w historii – RX-78-2 Gundam.
- AGE-2 Gundam AGE-2 Normalny – stworzony w 141 AG przez Flita Asuno i Federację, pilotem maszyny jest Asemu Asuno. Główna broń Federacji przeciw Vagan w latach 141-151 AG. Zbudowany na podstawie swojego poprzednika, posiada kilka wariantów. Najbardziej charakterystyczną cechą "Dwójki" jest jej zdolność do przemiany w samolot zwany G-Striderem. Główny komponent energetyczny oraz kokpit znajdują się na torsie robota. AGE-2 znika wraz z Asemu w 151 AG. Powraca w 164 AG przemalowany i w lekko przerobionej postaci zwanej Black Hound. AGE-2 jest nawiązaniem do MSZ-006 Zeta Gundam – pierwszego Gundama z możliwością przemiany.
- AGE-3 Gundam AGE-3 Normalny – stworzony w 164 AG całkowicie przez Flita Asuno, pilotem robota jest Kio Asuno. Najsilniejszy robot Federacji w roku 164 AG. Zbudowany na podstawie AGE-2, ma kilka wersji. Najbardziej charakterystyczną cechą "Trójki" jest zdolność podziału na dwa segmenty – Core Fightera i G-Ceptera. Główny komponent energetyczny wraz z kokpitem znajduje się na torsie robota (konkretnie w Core Fighterze). Robot został porwany wraz z Kio i zniszczony przez Vagan. AGE-3 jest nawiązaniem do MSZ-010 Gundama ZZ – pierwszego Gundama z możliwością podziału na części.
- AGE-FX Gundam AGE-FX – stworzony w 164 AG przez Federację, AGE-FX jest czwartym i najsilniejszym Gundamem w serialu. Pilotem robota jest Kio Asuno, który otrzymał go po stracie AGE-3. "Czwórka" podobnie jak poprzednik posiada Core Fightera, który pełni tylko funkcje kokpitu oraz plecaka, na którym umieszczone są 4 ostrza, które mogą działać zdalnie lub bez kontroli pilota. Jest to pierwszy robot tego typu. AGE-FX jest nawiązaniem do RX-93 ν Gundama, który również posiadał broń tego typu.